# Oiptyelus oiwakensis
Oiptyelus oiwakensis är en insektsart som först beskrevs av Matsumura 1934.  Oiptyelus oiwakensis ingår i släktet Oiptyelus och familjen spottstritar. Inga underarter finns listade i Catalogue of Life.